# Uigwe

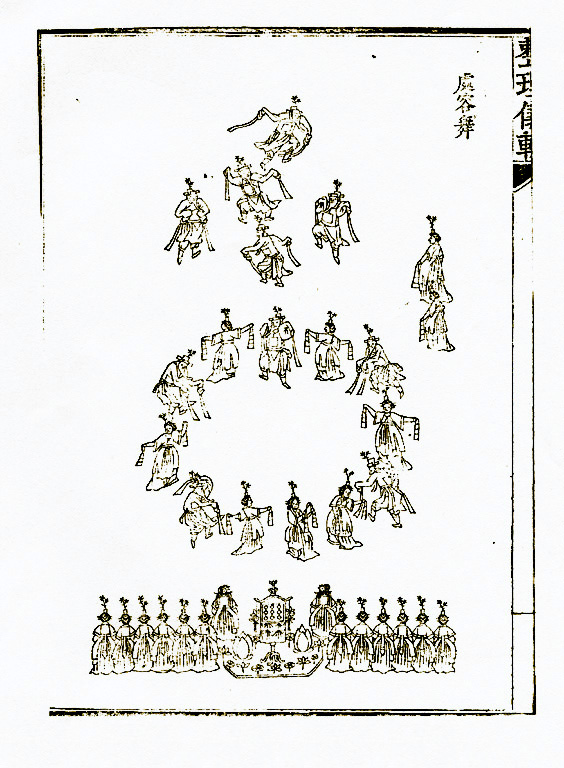
Cheoyongmu (Der Tanz von Cheoyong) beschrieben in dem Buch „Wonhaeng Eulmyo Jeongri Uigwe“

Die Uigwe (koreanisch: 의궤) ist eine Sammlung von offiziellen Aufzeichnungen und Dokumenten über Ereignisse und Zeremonien der königlichen Familien während der Zeit der Joseon-Dynastie (조선왕조) (1392–1910) in Korea.

## Sammlung
Die Sammlung besteht aus 3895 einzelnen Büchern. Sie ist nach Zeit und Themen sortiert und enthält neben schriftlichen Aufzeichnungen auch viele Bilder und Zeichnungen. So ist als Beispiel eine Darstellung in den Werken enthalten, die König Jeongjo (정조) bei dem Besuch des königlichen Grabes seines Vaters zeigt. Die Zelebrierung dieses Ereignisses wurde in verschiedenen Szenen auf einem Papier mit einer Länge von 15,4 Metern dargestellt.
Von den 3895 Werken der Uigwe werden 2940 Exemplare der im Jahr 1776 gegründeten Kyujanggak-Bibliothek (규장각) im heutigen Institute for Korean Studies der Seoul National University gehalten und gepflegt. Weitere 490 Bände befinden sich in Obhut der 1918 gegründeten Jangseogak-Bibliothek (장서각), um dessen Werke sich heute die Academy of Korean Studies kümmert.

## Geschichte
Mit der Gründung der Joseon-Dynastie durch König Taejo (태조) (1335–1408) im Jahr 1392 fing man an, wichtige Ereignisse am Hofe für die Nachwelt aufzuzeichnen. Ab 1474 wurden die Aufzeichnungen unter König Seongjong (성종) (1457–1494) systematisiert und in fünf Kategorien eingeteilt, die Gukjo Oryeui (국조오례의) genannt wurde und mit „fünf Riten des States“ übersetzt werden kann. Die Rituale wurden wie folgt klassifiziert: In den Gilrye (吉禮) wurden Riten beschrieben, die für den Geist bzw. der Seele gedacht war und in der Regel auch Totenverehrungen beinhaltete. In der Garye (嘉禮) hielt man Zeremonien fest, die zwischen Personen abgehalten wurden, zu denen auch Hochzeiten und Beziehungen zu China gehörten, während die Binrye (賓禮) offizielle Bankette zum Empfang diplomatischer Missionen dokumentierte. Die Gunrye (軍禮) beschrieb Ereignisse des königlichen Bogenschießens und in der Hyungrye (凶禮) dokumentierten die Schreiber Begräbnisse in ihren Einzelheiten. Doch wurden diese Aufzeichnungen der Frühphase der Joseon-Dynastie während des Imjin-Kriegs (1592–1598) von den japanischen Invasoren unter der Heerführung von Toyotomi Hideyoshi (豊臣 秀吉) durch Feuer vernichtet.
Die Werke, die heute noch erhalten und verfügbar sind, stammen aus der Zeit des 17. bis 20. Jahrhundert. 1776 ließ König Jeongjo (정조) (1752–1800) im Changdeokgung-Palast (창덕궁) die Gyujanggak-Bibliothek (규장각) errichten, in der die verfügbaren Werke der Uigwe archiviert wurden. Doch Jeongjo befand, dass der Standort für die wichtigen Werke in der Hauptstadt des Landes nicht geeignet war und die Gefahr von wiederholter Zerstörung drohen könnte. So ließ er auf der Insel Ganghwado (강화도) in Ergänzung die königliche Bibliothek Oegyujanggak (외규장각) errichten, wo unter anderem auch die Werke der Uigwe gesichert wurden.
Als 1866 Frankreich als Vergeltung für die Exekution von sieben katholischen Missionaren die Insel Ganghwado überfiel, plünderten französische Soldaten die Bibliothek auf der Insel und stahlen unter anderem einige Werke der Uigwe. So gelangten 297 Bücher der Sammlung in die Bibliothèque nationale de France (Französische Nationalbibliothek).
Während der japanischen Okkupation Koreas (1905–1945) wurden 167 Werke der Uigwe nach Japan geschafft. Erst im Jahr 2011 war die japanische Regierung bereit die Werke an Südkorea zurückzugeben. Im selben Jahr übergab Frankreich die gestohlenen Werke zurück, allerdings formal als Leihgabe.

## Weltdokumentenerbe
Im Jahr 2007 ernannte die UNESCO die Uigwe zum Weltdokumentenerbe und nahm damit die Sammlung in das Memory of the World Register auf.